# Emanuele Nicosia
Emanuele Nicosia was een auto-ontwerper uit Italië. Hij werkte vele jaren voor Pininfarina, waar hij de Jaguar XJS ontwierp in 1979. Ook werkte hij daar aan de Ferrari 288 GTO en de Ferrari Testarossa. Later werkte hij aan het uiterlijk van de Lamborghini Diablo en de Bugatti EB110. Zijn vermoedelijk laatste project was bij Project 1221, waar hij bezig was met de MF1 supercar.